# Baleasne, Dîkanka
Baleasne (în ucraineană Балясне) este localitatea de reședință a comunei Baleasne din raionul Dîkanka, regiunea Poltava, Ucraina.

## Demografie
Componența lingvistică a localității Baleasne
     Ucraineană (96,48%)
     Rusă (2,48%)
Conform recensământului din 2001, majoritatea populației localității Baleasne era vorbitoare de ucraineană (96,48%), existând în minoritate și vorbitori de rusă (2,48%).